# Irisbus Domino
El Irisbus Domino (también concido como Iveco Domino '94, Iveco-Irisbus 397 Domino 2001 e Irisbus 397E New Domino) es un autocar de turismo producido por el fabricante italiano Irisbus, filial del grupo Fiat Industrial. Se fabrica en Italia, en la planta de Valle Ufita.
Fue un modelo de autocar de gran turismo desarrollado por la empresa italiana Carrozzeria Orlandi y producido primero por Iveco y luego por Irisbus desde 1988 hasta 2011.

## Historia
El modelo fue construido en 1988 por la empresa modenesa Carrozzeria Orlandi sobre la base del chasis del Iveco 370 S.12.30 y fue renombrado Iveco 391 Domino. Estaba disponible en tres versiones con una longitud única de aproximadamente 12 metros. Posteriormente, en 1994, se lanzó una nueva versión, llamada Domino '94, seguida en 1999 por otra renovación, renombrada Iveco 391E Domino 2001 y luego Irisbus 397 Domino 2001. La cuarta y última versión llamada Nuevo Domino 397E, diseñada por la oficina técnica de Orlandi, fue construida sobre la base de un boceto encargado a Pininfarina; el lanzamiento comercial tuvo lugar en junio de 2007 y se discontinuó en 2011. En su segmento, el Domino fue reemplazado por el Irisbus Magelys.

### Iveco Domino GT/GTS (1988-94)

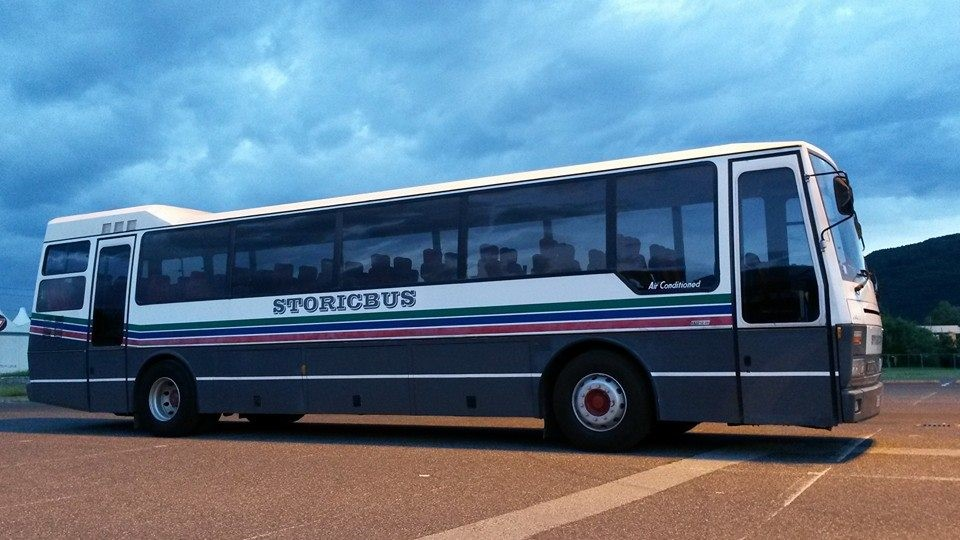
Un autocar IVECO-Orlandi 370 Poker (1978-88).

La primera versión del Domino, lanzada en 1988, se basaba en el chasis del Fiat 370S.12.30, con carrocería de Carrozzeria Orlandi. Recibía el nombre de "Domino GT/GTS" según el nivel de equipamiento elegido. Es la versión tope de gama y ultraalta del Fiat 370S. Otra versión de gama alta del Fiat 370, el Fiat 370 Orlandi Poker, ya era fabricada por Orlandi desde 1978. La primera versión del IVECO Domino GT/GTS Orlandi utilizaba la misma motorización del Fiat 370S, con el motor aspirado de seis cilindros en línea Fiat 8210.22B de 13.798 cc y 304 CV DIN. Con una longitud estándar de 12 metros, tenía capacidad para 53 pasajeros, además de un guía y el conductor. 

### Iveco Domino 94 (1994-98)
En 1994, el modelo recibió algunas mejoras estéticas exteriores e interiores con un acabado más lujoso. Posteriormente, pasó a llamarse "Domino 94". Estaba disponible en dos alturas, HD y HDH. La HDH situaba la posición de conducción muy baja, con los primeros asientos de los pasajeros adelantados, por encima del conductor. Estaba propulsado por un motor Iveco 8460.41S de 9.500 cc que desarrollaba 276 kW (352 CV).
Con el lanzamiento del Domino '94 en 1994, solo se comercializó una versión, que mantuvo prácticamente las mismas dimensiones que la anterior. Estaba equipada con un motor Iveco 8460.41S de seis cilindros en línea de 9,5 litros, Euro I y posteriormente Euro II, que generaba 345 CV, asociado a una transmisión manual ZF 8 S 180 de ocho velocidades.
El Iveco Domino 94 de Orlandi fue sustituido por el Domino 2001 en 1998. Se trataba de un modelo completamente nuevo basado en el último chasis de autocar de Iveco, el tipo 397. Carrozzeria Orlandi, recién integrada en la división de autobuses de Iveco, vio desaparecer su nombre de las referencias exteriores de sus vehículos de producción.

### Iveco 391E Domino - Irisbus Domino 2001 (1998-2007)

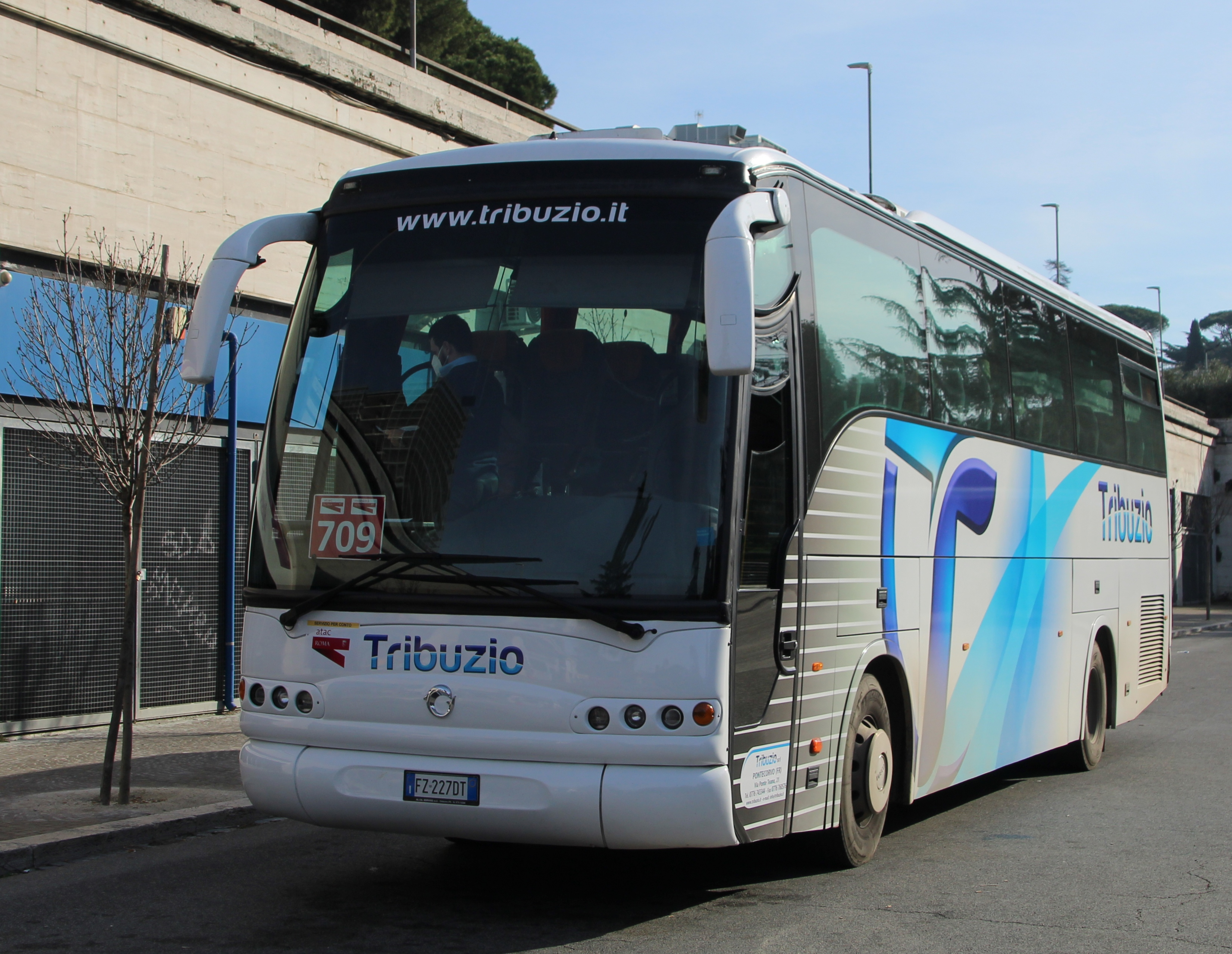
Irisbus Domino 2001.

Fué presentado en 1998 y disponible para pedidos en 1999, el Iveco 391E - Irisbus 397 Domino 2001 se comercializó primero bajo la marca Iveco y luego bajo la marca Irisbus, con un ligero cambio estético en el parachoques delantero entre la primera y la segunda versión: los primeros modelos tienen una nervadura doble estándar, mientras que la mayoría de los producidos bajo la marca Irisbus (excepto los primeros ejemplares) tienen una nervadura curva que permite colocar el logotipo de Irisbus en una posición central. Estaba disponible en tres versiones: HD Classic, HD Special y HDH. Las tres tenían la misma anchura de 2,55 metros y la misma longitud de exactamente 12 metros, mientras que la altura era de 3,65 m en las dos primeras versiones y de 3,85 m en la tercera..
Mecánicamente, las versiones HD montaron inicialmente el mismo motor que el Domino '94, mientras que la versión HDH montó la de 375 CV (8460.41N); en los tres casos se mantuvo inalterado el cambio manual ZF 8S 180 de 8 velocidades, con posibilidad de control AVS para las versiones HD Special y HDH. También está disponible una caja de cambios totalmente automática ZF 5HP 600 de 5 velocidades, disponible sólo con el motor de 345 CV, diseñada más para servicios programados y, por lo tanto, no muy demandada.
La oferta se actualizó con un motor Iveco F2B Cursor 8 de 7,8 L de inyección directa de 352 CV para la versión Classic y un Renault dCi I de 11116 cc con inyección Common Rail de 431 CV para las otras dos versiones. Todos los motores cumplen la normativa Euro III. La versión Classic se actualizó con una transmisión manual ZF 6S 1600 de 6 velocidades, mientras que las versiones HD Special y HDH se equiparon con la transmisión manual automatizada ZF As-Tronic de 10 velocidades.  
La primera versión, lanzada en 1998, se denominó "Iveco Domino 2001". El vehículo conserva las dimensiones exteriores, la anchura y la longitud del modelo anterior (máximo permitido), pero su altura se incrementa a 3650 milímetros para las versiones HD Classic y Special, y a 3850 milímetros para la versión HDH. Los motores de la versión Domino 94 se mantienen y cumplen con la norma Euro 3 para las versiones HD, mientras que la versión HDH adopta el motor Iveco 8460.41N, que desarrolla 375 CV DIN. Los tres modelos conservan la caja de cambios manual.
A partir de 2001, tras la creación de Irisbus, fruto de la fusión de las divisiones de autobuses de Iveco y Renault V.I., el Iveco Domino 2001 pasó a denominarse Irisbus Domino 2001. La gama será reemplazada en junio de 2007 por el Nuevo Domino.
Esta nueva serie, al igual que las anteriores, está disponible en dos alturas: HD y HDH. Irisbus ha elegido un sistema de propulsión de eficacia probada, el FPT-Iveco Cursor 10, un motor moderno que cumple con las normas medioambientales más exigentes (Euro 5 o EEV). Está disponible con dos potencias: 380 y 450 CV.
- La primera versión del Domino se basó en un chasis Fiat 370S de 1988, con carrocería de Carrozzeria Orlandi, y se denominó Domino GTS. El Iveco Domino GTS Orlandi, también conocido como Iveco 391, tenía una longitud estándar de 12 metros y podía acomodar a 53 pasajeros, además de un guía y un conductor. Estaba propulsado por un motor Iveco 8460.41N de 9.500 cc que desarrollaba 276 kW (352 CV).
- En 2001 apareció una segunda versión, rebautizada como Domino 2001. Orlandi pasó a formar parte del grupo Fiat-Iveco, y su nombre dejó de aparecer en las carrocerías de los autocares GT producidos en sus talleres de Módena. Su referencia interna era Iveco 397E. La tercera serie del Irisbus

### Irisbus New Domino (2007-2011)
El Irisbus New Domino estaba disponible en dos versiones con ajuste de altura: HD (3,68 metros) y HDH (3,85 metros). Ambas versiones medían 12,41 metros de largo y 2,55 metros de ancho. Ambas estaban equipadas con un motor FPT Cursor 10 Euro IV y posteriormente Euro V, acoplado en la versión HD a una transmisión manual o automática, que desarrollaba 380 o 450 caballos de potencia. La versión HDH solo estaba disponible con el motor de 450 caballos de potencia acoplado a una transmisión automática ZF As-Tronic. La versión HD tenía capacidad para 53 pasajeros y la versión HDH, para 55.
Pininfarina, con su estilo inimitable, diseñó la carrocería del nuevo modelo, caracterizada por un frontal prominente y líneas fluidas.
Esta serie, al igual que sus predecesoras, está disponible en dos alturas: HD y HDH. Irisbus ha elegido un sistema de propulsión de eficacia probada, el FPT-Iveco Cursor 10, un motor moderno que cumple con las normas medioambientales más exigentes (Euro 5 o EEV) y ofrece una fiabilidad infalible. Se ofrece con dos potencias: 380 y 450 CV.
Con fácil acceso frontal, cuenta con un amplio pasillo gracias a su anchura total de 2,55 metros. Los pasajeros pueden moverse con facilidad. Además, las dimensiones exteriores del vehículo (12,4 metros) permiten una mayor distancia entre las filas de asientos, incluso en las versiones equipadas para transportar el máximo número de pasajeros.
Como curiosidad, los faros de la última generación del Irisbus Domino, son utilizados y compartidos en modelos del grupo Fiat (grupo al que Irisbus e Iveco pertenece) tanto el Fiat Idea como el Fiat Multipla.
- Nuevo Domino se presentó en junio de 2007.

## Difusión
El Domino se ha extendido principalmente en Francia, Italia y la República Checa entre operadores privados del sector de alquiler de vehículos con chófer, pero también en el transporte público local a nivel regional e interregional. Varios modelos Domino 2001 y New Domino entraron en la flota de ARPA, para luego pasar a la de TUA, mientras que tres modelos Domino 2001 fueron comprados por FER y luego vendidos a START Romagna y TPER.
Algunos ejemplares fueron adquiridos también por la Guardia di Finanza, la Policía Estatal para el transporte de la banda musical  y la Marina.